# Efeito Kerr
O efeito Kerr é um fenômeno que descreve a capacidade dos materiais para refratar ondas luminosas, que vibram em duas direções, quando está sobre efeito de um campo elétrico, descoberto em 1875 pelo físico e teólogo britânico escocês John Kerr. Este efeito é devido certas moléculas possuírem dipolos elétricos, que tendem ser orientados pela aplicação do campo.
O efeito Kerr ou efeito electro-óptico quadrático, é uma mudança no índice de refração que ocorre em todos os materiais em resposta à intensidade de um campo eléctrico. Certos líquidos apresentam um efeito maior. Este é distinto do Efeito Pockels, no qual a mudança de índice é diretamente proporcional ao quadrado do campo eléctrico, ao invés de proporcional à magnitude do campo. 
O efeito Kerr electro-óptico ou efeito Kerr CC, é quando o campo elétrico tem uma lenta variação temporal após um campo externo aplicado, por exemplo, um par de eletrodos em volta do material fornecendo uma diferença de potencial. Este é usado nas "células de Kerr", as quais, em associação com polarizadores serve para modular a intensidade da luz para aplicações em telecomunicação.
O efeito Kerr óptico ou  efeito Kerr CA, é o caso especial no qual o campo elétrico é devido à própria luz, e somente se manifesta com raios de intensidade muito alta tais como aqueles oriundos de um laser. O quadrado do campo elétrico produz um índice de refração lentamente variável o qual então age sobre a própria luz. Esta dependência da intensidade é responsável pelos efeitos ópticos  não lineares da  auto-focalização e da  auto modulação de fase, e esta é a base para lentes de Kerr travadas por modulação.

## Teoria

### Efeito Kerr CC
Para um material não linear, o campo de polarização elétrica P dependerá do campo elétrico E:
{\displaystyle \mathbf {P} =\varepsilon _{0}\chi ^{(1)}\mathbf {E} +\varepsilon _{0}\chi ^{(2)}\mathbf {EE} +\varepsilon _{0}\chi ^{(3)}\mathbf {EEE} +\dots }
onde ε0 é a permissividade no vácuo e χ(n) é o componente de n-ésima ordem do campo da susceptibilidade elétrica do meio. Para um meio linear, somente o primeiro termo desta equação é relevante e a polarização varia linearmente com o campo elétrico.
Para materiais exibindo um efeito Kerr não desprezível, o terceiro termo , χ(3) é relevante. Considere o campo elétrico líquido E produzido por uma onda luminosa de freqüência ω associado com um campo elétrico externo E0:
{\displaystyle \mathbf {E} =\mathbf {E} _{0}+\mathbf {E} _{\omega }\cos(\omega t),}
onde Eω é a amplitude vetorial da onda.
Combinando-se  estas duas equações produz-se uma expressão complexa para P. Para o efeito Kerr CC, pode-se desprezar todos os termos exceto os termos linear e aqueles em {\displaystyle \chi ^{(3)}|\mathbf {E} _{0}|^{2}\mathbf {E} _{\omega }}:
{\displaystyle \mathbf {P} \simeq \varepsilon _{0}\left(\chi ^{(1)}+3\chi ^{(3)}|\mathbf {E} _{0}|^{2}\right)\mathbf {E} _{\omega }\cos(\omega t),}
a qual é similar à relação linear entre polarização e o campo elétrico de uma onda, com um termo de susceptibilidade adicional não-linear proporcional ao quadrado da amplitude do campo elétrico.
Para um meio não simétrico  (p.ex. líquidos), esta mudança induzida de susceptibilidade produz uma mudança de índice de refração na direção do campo elétrico:
{\displaystyle \Delta n=\lambda _{0}K|\mathbf {E} _{0}|^{2},}
onde λ0 é o comprimento de onda do vácuo e  K é a  constante de Kerr para o meio. O campo aplicado induz birrefringencia no meio na direção do campo. Uma célula de Kerr com um campo aplicado transversal pode portanto actuar como uma  placa de onda chaveável, girando o plano de polarização de uma onda que a atravessa. Em uma combinação com polarizadores, pode ser usado como um obturador (“shutter”) ou um modulador.
Os valores de  K dependem do meio e são cerca de  9.4×10-14 m V-2 para a  água, e  4.4×10-12 m V-2 para o  nitrobenzeno.
Para  cristais, a susceptibilidade do meio em geral deve ser um tensor, e o efeito Kerr produz uma modificação neste tensor.

### Efeito Kerr CA
No efeito Kerr óptico (ou efeito Kerr CA), um raio intenso de luz em um meio pode prover a si mesmo o campo elétrico modulante, sem a necessidade de um campo elétrico externo a ser aplicado. Neste caso, o campo elétrico é dado por:
{\displaystyle \mathbf {E} =\mathbf {E} _{\omega }\cos(\omega t),}
onde Eω é a amplitude da onda, como antes.
Combinando esta com a equação da polarização, e tomando somente termos lineares e aqueles em χ(3)|Eω|3:
{\displaystyle \mathbf {P} \simeq \varepsilon _{0}\left(\chi ^{(1)}+{\frac {3}{4}}\chi ^{(3)}|\mathbf {E} _{\omega }|^{2}\right)\mathbf {E} _{\omega }\cos(\omega t).}
Como antes, esta se assemelha à susceptibilidade linear com um termo não-linear adicional:
{\displaystyle \chi =\chi _{\mathrm {LIN} }+\chi _{\mathrm {NL} }=\chi ^{(1)}+{\frac {3\chi ^{(3)}}{4}}|\mathbf {E} _{\omega }|^{2},}
e desde que:
{\displaystyle n=(1+\chi )^{1/2}=\left(1+\chi _{\mathrm {LIN} }+\chi _{\mathrm {NL} }\right)^{1/2}\simeq n_{0}\left(1+{\frac {1}{2{n_{0}}^{2}}}\chi _{\mathrm {NL} }\right)}
onde n0=(1+χLIN)1/2 é o índice de refração linear. Usando uma Série de Taylor já que  χNL << n02, esta dá um índice de refração dependente da intensidade (IRDI; em Inglês IDRI) de:
{\displaystyle n=n_{0}+{\frac {3\chi ^{(3)}}{8n_{0}}}|\mathbf {E} _{\omega }|^{2}=n_{0}+n_{2}I}
onde n2 é o índice de refração de segunda ordem não linear, e I é a intensidade da onda. A mudança do índice de refração é portanto proporcional à intensidade da luz atravessando o meio.
Os valores de n2 são relativamente pequenos para a maioria de materiais, da ordem de 10-20 m2 W-1 para vidros típicos. Portanto as intensidades do raio (radiâncias) da ordem de 1 GW cm-2 (tais como as produzidas por lasers) são necessárias para produzir variações significativas no índice de refração via o efeito Kerr CA.
O efeito Kerr óptico se manifesta temporalmente como uma  auto modulação de fase, um deslocamento de fase e freqüência auto-induzido de um pulso de luz ao atravessar o meio. Este processo, junto com  a  dispersão, pode produzir solitons (solitões em Portugal) ópticos.
Espacialmente, um raio intenso de luz em um meio produzirá uma mudança no índice de refração do meio que mimetiza o padrão de intensidade tranversa do raio. Por exemplo, um raio gaussiano resulta em um perfil de índice gaussiano, similar ao de  uma lente de gradiente de índice. Isto determina o raio a focalizar a si mesmo, um fenômeno conhecido como autofocalização.

## Bibliograia
- Federal Standard 1037C.